# Rjúkandafoss

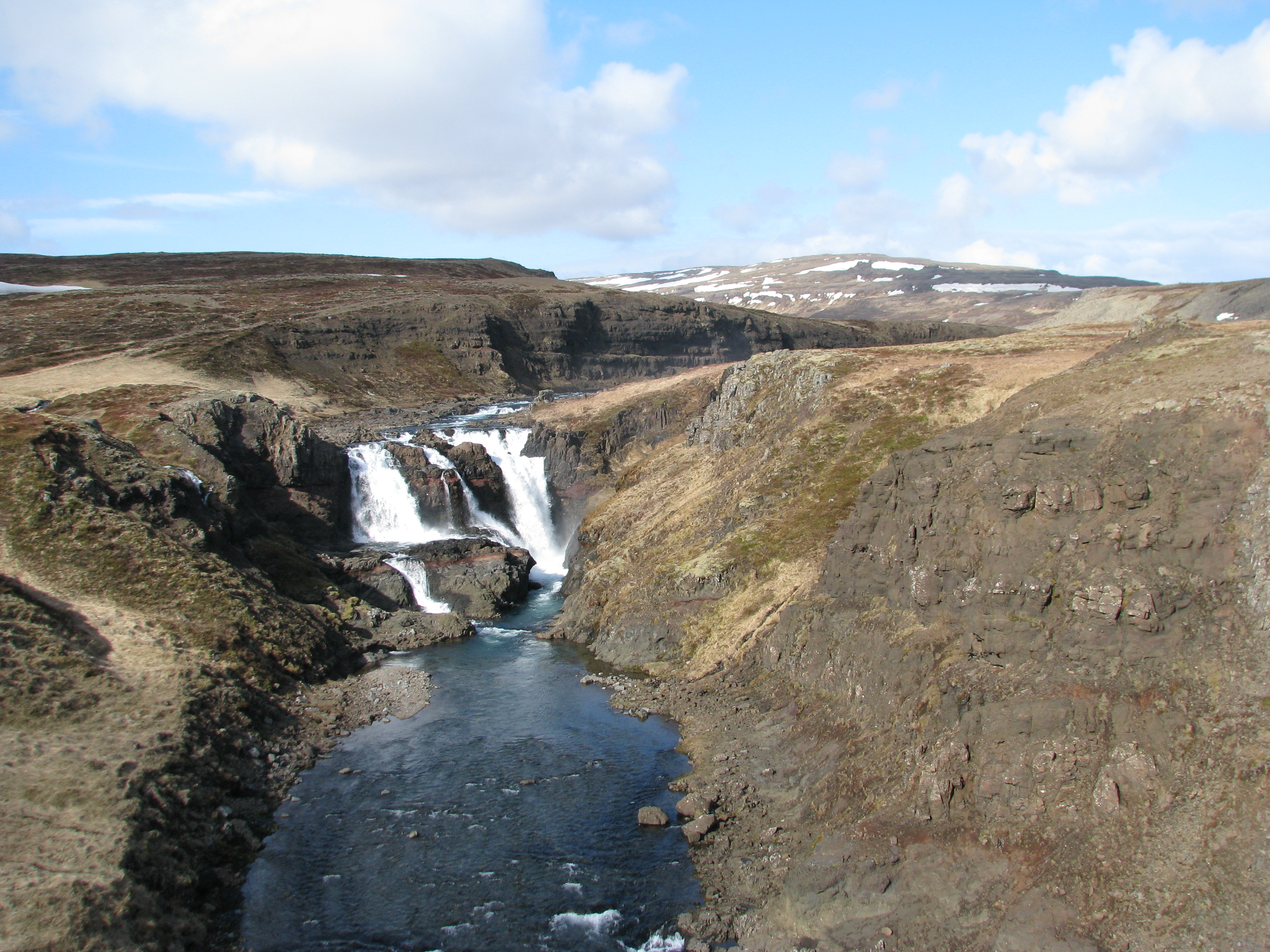
De Rjúkandafoss.

De Rjúkandafoss is een waterval in het oostelijk deel van het schiereiland Snæfellsnes, in het westen van IJsland. De Sátudalsá, waar de waterval in ligt, heeft zijn oorsprong tussen de 512 meter hoge Sáta en de Svínafell (367 meter hoog) en vloeit eerst in de Höfðaá, die vanaf daar de Haffjarðará heet en uiteindelijk in de Faxaflói stroomt. De Rjúkandafoss is een van de grootste watervallen van Snæfellsnes. Er gaat geen weg of wandelpad naar de waterval toe en men moet dus zelf zijn eigen weg zoeken.
Op ruim 1 kilometer ten zuidwesten van de waterval ligt Rauðamelsölkelda, de grootse ölkelda op IJsland.